# Timothy Fok

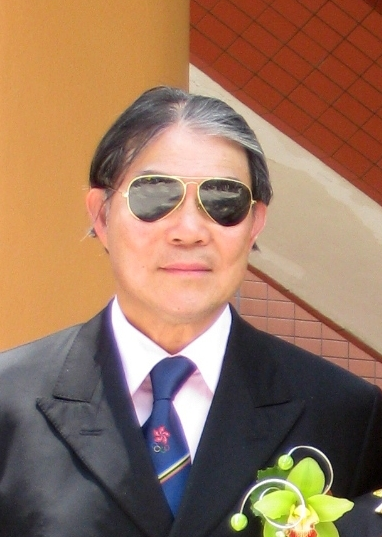
Timothy Fok, 2008

Timothy Fok Tsun-ting, GBS, SBS, JP (chinesisch 霍震霆, Pinyin Huò Zhèntíng, Jyutping Fok3 Zan3ting4; * 14. Februar 1946 in Hongkong) ist ein chinesischer Unternehmer, Politiker und Sportfunktionär. Er ist der älteste Sohn des 2006 verstorbenen Hongkonger Milliardärs Henry Fok.

## Allgemeines
Timothy Fok genoss seine Schulbildung im Vereinigten Königreich. Nach dem Besuch der Millfield School in der Grafschaft Somerset, ging er an die University of Southern California in Los Angeles.
Nach seiner Rückkehr nach Hongkong übernahm er den Vorsitz der Fok Ying Tung Foundation. Politisch verhielt er sich neutral und blieb parteilos. Er ist jedoch Mitglied der Politischen Konsultativkonferenz des chinesischen Volkes. Im Legislativrat der Sonderverwaltungszone Hongkong ist er als Abgeordneter für den Bereich Sport, Kultur, bildende Künste und  Publikation zuständig.

## Sportadministration
Timothy Fok ist Präsident der Hong Kong Football Association und des NOKs Hongkongs sowie Vizepräsident des Olympic Council of Asia.

## IOC-Mitgliedschaft
2001 wurde Timothy Fok zum IOC-Mitglied gewählt. 2016 endete seine Mitgliedschaft, er wurde danach zum Ehrenmitglied. Er gehört immer noch den Kommissionen für Kultur und olympisches Erbe, für Rechnungsprüfung und für die Koordination der Olympischen Winterspiele 2022 in Peking an.